# تنینگتون ویداوت
تنینگتون ویداوت (به انگلیسی: Thanington Without) یک روستا و محله مدنی در بریتانیا است که در شهر کنتربری واقع شده‌است. تنینگتون ویداوت ۴٫۸ کیلومتر مربع مساحت و ۲٬۶۶۲ نفر جمعیت دارد.